# Simón Gutiérrez
Simón Gutiérrez (* 1780) war vom Dezember 1815 bis 31. Dezember 1816 und vom 18.–31. Dezember 1821, Intendente der Provinz Tegucigalpa, einem Gebiet, das zeitweise etwa dem heutigen Honduras entsprach.
Teniente-Coronel Gobernador Intendente, Simón Gutiérrez war im kolonialen Neuspanien Alcalde Major, der Provinz Tegucigalpa. Als solcher war er Mitglied des Cabildo de Españoles von San Miguel de Tegucigalpa.
| Vorgänger                                       | Amt                                                                                          | Nachfolger                      |
| ----------------------------------------------- | -------------------------------------------------------------------------------------------- | ------------------------------- |
| Juan Francisco Márquez Esteban Guardiola Amorós | Gouverneur der Provinz Tegucigalpa Dezember 1815 – 31. Dezember 1816 18. – 31. Dezember 1821 | Narciso Mallol Francisco Juárez |

| Personendaten    | Personendaten                                  |
| ---------------- | ---------------------------------------------- |
| NAME             | Gutiérrez, Simón                               |
| ALTERNATIVNAMEN  | Contreras, Jose Gregorio de                    |
| KURZBESCHREIBUNG | Gouverneur der Provinz Tegucigalpa in Honduras |
| GEBURTSDATUM     | 1780                                           |
| STERBEDATUM      | nach 1821                                      |